# Fussballclub/Eis-Hockey-Club Zürich
Il Fussballclub/Eis-Hockey-Club Zürich (abbreviato FC/HC Zürich) è stata una squadra di hockey su ghiaccio svizzera con sede a Zurigo.

## Storia
Fino agli anni '30 il Fussballclub Zürich aveva delle sezioni sportive di altre discipline, una di questo appunto l'hockey su ghiaccio.

## Cronologia
- 1920-1922: 1º livello
- 1922-1930: ?
- 1930-1931: 1º livello